# Portugal en los Juegos Olímpicos de Atenas 2004
Portugal estuvo representado en los Juegos Olímpicos de Atenas 2004 por un total de 81 deportistas que compitieron en 16 deportes.  
El portador de la bandera en la ceremonia de apertura fue el yudoca Nuno Delgado.

## Medallistas
El equipo olímpico portugués obtuvo las siguientes medallas:
| Nombre           | Deporte          | Competición |
| ---------------- | ---------------- | ----------- |
| Oro              |                  |             |
| —                |                  |             |
| Plata            |                  |             |
| Francis Obikwelu | Atletismo        | 100 m M     |
| Sérgio Paulinho  | Ciclismo en ruta | Ruta M      |
| Bronce           |                  |             |
| Rui Silva        | Atletismo        | 1500 m M    |